# Liu Fan Frances
Liu Fan Frances (* 1. April 1984) ist eine singapurische Badmintonspielerin.

## Karriere
Liu Fan Frances gewann 2005 die Croatian International und die Iran International. Ein Jahr später wurde sie Zweite bei den New Zealand Open. Bei den Einzelmeisterschaften von Singapur gewann sie in der Saison 2007/2008 Gold im Damendoppel und Bronze im Mixed.

## Sportliche Erfolge
| Saison    | Veranstaltung                   | Disziplin   | Platz | Name                                |
| --------- | ------------------------------- | ----------- | ----- | ----------------------------------- |
| 2005      | Croatian International          | Mixed       | 1     | Hendra Wijaya / Liu Fan Frances     |
| 2005      | Croatian International          | Damendoppel | 1     | Liu Fan Frances / Shinta Mulia Sari |
| 2005      | Iran International              | Damendoppel | 1     | Liu Fan Frances / Shinta Mulia Sari |
| 2006      | New Zealand Open                | Mixed       | 2     | Hendra Wijaya / Liu Fan Frances     |
| 2007      | New Zealand Open                | Damendoppel | 3     | Liu Fan Frances / Yao Lei           |
| 2007/2008 | Singapur: Einzelmeisterschaften | Damendoppel | 1     | Liu Fan Frances / Yao Lei           |
| 2007/2008 | Singapur: Einzelmeisterschaften | Mixed       | 3     | Khoo Kian Teck / Liu Fan Frances    |